# Arpida
Die Arpida AG mit Sitz im basel-landschaftlichen Reinach war ein Schweizer Biopharmazie-Unternehmen, das antimikrobieller Wirkstoffe erforschte und entwickelte. Das 1997 gegründete Unternehmen beschäftigte bis zu ca. 90 Mitarbeiter (2006) und war ab 2005 an der Schweizer Börse SIX Swiss Exchange kotiert. Es stellte seine Geschäftstätigkeit 2009 ein.

## Tätigkeitsgebiet
Die Forschungs- und Entwicklungstätigkeit von Arpida konzentrierte sich auf antimikrobielle Wirkstoffe, die das zunehmende Problem der mikrobiellen Resistenz überwinden sollten. Das Unternehmen verfügte über eine Pipeline mit verschiedenen Produktkandidaten.
Zu den am weitesten fortgeschrittenen Projekten zählte der antibakterieller Wirkstoff Iclaprim, der den US-amerikanischen und europäischen Arzneimittelbehörden zur Zulassungsprüfung vorgelegt wurde. Iclaprim war ein intravenös zu verabreichendes Antibiotikum. Es sollte gegen schwere Infektionen einschliesslich solcher, die durch Methicillin-resistenten Staphylococcus aureus hervorgerufen werden und eine Behandlung im Krankenhaus erfordern, eingesetzt werden.
Neben ihren Antibiotika-Programmen verfügte Arpida unter anderem über einen antifungalen Wirkstoff zur Bekämpfung von Pilzinfektionen in Phase III der klinischen Entwicklung zur Behandlung von Nagelpilz.
Nach einer fehlgeschlagenen Phase-III-Studie mit Iclaprim musste Arpida ihre Forschungs- und Entwicklungsarbeiten einstellen und alle Mitarbeiter entlassen. Die Iclaprim-Aktivitäten wurden an die Acino Holding AG verkauft und der verbliebene Firmenmantel mit dem Basler Biotechnologie-Unternehmen Evolva verschmolzen. Evolva beschäftigte zu diesem Zeitpunkt ca. 75 Mitarbeiter an Standorten in der Schweiz, Dänemark, den Vereinigten Staaten und Indien.